# Estado Islámico de Argelia
El Estado Islámico de Argelia, denominado oficialmente Estado Islámico - Provincia de Argelia (IS-AP; en árabe: الدولة الإسلامية – ولاية الجزائر‎, ad-Dawlah al-Islāmiyah – Wilayah al-Jazā'ir), es una rama del grupo islamista Estado Islámico (IS), activo en Argelia. El grupo se conocía anteriormente como Jund al-Khilafah fi Ard al-Jazair (en árabe: جند الخلافة في أرض الجزائر‎, que significa Soldados del Califato en la tierra de Argelia o Soldados del Califato de Argelia ).
Después de secuestrar a un guía de montaña francés de 55 años, Hervé Gourdel, el grupo declaró en un video el 22 de septiembre de 2014 que el secuestro cumplía una orden del portavoz del Estado Islámico de atacar ciudadanos de países que luchan contra el ISIS. El 24 de septiembre, Wilayah al-Jazair afirmó haber decapitado a Hervé Gourdel.
Está clasificado como grupo terrorista por el Reino Unido, así como por EE. UU., bajo el nombre de Jund al-Khilafah (JAK-A). También Kazajistán y Kirguistán lo designaron como terrorista.

## Historia

### Bajo el mando de Al-Qaeda
Wilayah al-Jazair fue anteriormente una facción de facción de al-Qaeda en el Magreb Islámico, la filial Al Qaeda en el norte y oeste de África. AQMI surgió de grupos islamistas argelinos que habían luchado en la Guerra Civil en los años 90´s. Abdelmalek Gouri (quien lideraría Jund al-Khilafah) fue la "mano derecha" de Abdelmalek Droukdel, quien fue el líder de AQMI. Gouri formó parte de una célula de AQMI responsable de los ataques suicidas contra la sede del gobierno y el complejo de la ONU en Argel en 2007. También estuvo detrás detrás de un ataque en Iboudrarene en abril de 2014 que dejó 11 soldados argelinos muertos.

### Como Jund al-Khilafah
El 14 de septiembre de 2014, el líder de al-Qaeda en el Magreb Islámico (AQMI) en la región central, Khaled Abu Suleiman, (nombre de guerra de Abdelmalek Gouri), anunció en un comunicado que rompía su alianza con Al-Qaeda y tomó juramento de lealtad al líder del Estado Islámico, Abu Bakr al-Baghdadi. Según los informes, se le unió un comandante de AQMI de una región oriental de Argelia. Afirmó que otros miembros de AQMI se habían "desviado del camino correcto" y declaró al-Baghdadi: "Tienes en el Magreb Islámico hombres que obdecerán tus órdenes".

### Como Wilayah al-Jazair
El 13 de noviembre del mismo año, Abu Bakr al-Baghdadi anunció que el grupo había cambiado su nombre a "Wilayah al-Jazair" de acuerdo la estructura del resto de afiliados a ISIS. En diciembre de 2014, el asesino de Gourdel fue asesinado por las fuerzas de seguridad argelinas. En mayo de 2015, más de 20 miembros del grupo, incluido los comandantes, murieron en un ataque militar. El grupo quedó devastado por las redadas y se centró en la propagada mientras intentaba reconstruirse. Aunque anunció los juramentos de lealtad a varias facciones disidentes de AQMI durante 2015, se cree que ninguno de los grupos es grande, y el grupo no se atribuyó ningún ataque en el año posterior al secuestro y asesinato de Gourdel.

## Cronología
- Abril de 2014: Jund al-Khilafah tiende una emboscada a un convoy del ejército argelino en Iboudrarene, matando a 14 soldados argelinos e hiriendo a 5 más.[19][20]
- 14 de septiembre de 2014: el líder de Jund al-Khilafah, Khaled Abu-Suleiman, anuncia la escisión del grupo de Al Qaeda del Magreb Islámico y promete lealtad a Abu Bakr al-Baghdadi, líder del Estado Islámico de Irak y el Levante.
- 21 de septiembre: Hervé Gourdel es secuestrado por Jund al-Khilafah en el Parque nacional del Djurdjura en Argelia.
- 22 de septiembre: Jund al-Khilafah pública un video que muestra a Hervé Gourdel cautivo. El grupo declaró que el secuestro fue en respuesta a los ataques aéreos de Francia contra el "Estado Islámico" y amenazó con decapitarlo si Francia continuaba realizando ataques aéreos contra ISIS.
- 24 de septiembre: el grupo lanza un video que pretende mostrar la decapitación de Hervé Gourdel. Los militantes mostrados afirmaron que la decapitación fue en respuesta a la orden del portavoz de IS Abu Mohammed al-Adnani, en la que llamó a sus seguidores a atacar a los ciudadanos de las naciones miembros de la coalición anti-IS.[21]
- octubre de 2014: Uno de los militantes de Jund al-Khilafah responsables de la decapitación de Hervé Gourdel fue asesinado en una operación militar argelina en octubre.[22][23]
- 11 de diciembre: El Ministerio de Justicia de Argelia afirma que los soldados argelinos mataron a dos miembros de la Wilayah al-Jazair que se cree que estuvieron involucrados en el asesinato de Hervé Gourdel.[16]
- 20 de diciembre: soldados argelinos matan a tres miembros de Wilayah al-Jazair en las montañas cerca de Sidi Daoud.[16]
- 22 de diciembre: el líder de Wilayah al-Jazair, Abdelmalek Gouri, y otros dos militantes fueron asesinados por el ejército argelino en una operación militar en Issers. Posteriormente, las tropas recuperaron dos rifles automáticos, cinturones explosivos y una gran cantidad de municiones y teléfonos móviles.
- 28 de abril de 2015: El ejército argelino mató a cinco militantes de Wilayah al-Jazair en una emboscada en la región de Tizi Uzu, al este de Argel.[18]
- 20 de mayo: las fuerzas de seguridad argelinas tendieron una emboscada a una reunión de Wilayah al-Jazair al este de Argel, matando al menos a 21 combatientes y capturando a otros dos.
- 26 de junio: Un ataque terrorista organizado por ISIS resultó en 38 muertes en Sousse.
- 20 de febrero de 2016: Wilayah al-Jazair afirmó haber matado a tres soldados argelinos en el monte Shakshut en Bouira a finales de febrero. Esta afirmación fue negada por el gobierno argelino.[24]
- 18 de febrero de 2021: Abdelmalek Hamzaoui, sospechoso del asesinato de Hervé Goudel compareció ante el tribunal y otros fueron juzgados In absentia. Hamzaoui fue condenado a muerte por el asesinato de Hervé Gourdel.[25][26][27]